# Convocazioni alla NORCECA Champions Cup femminile 2019
Elenco delle giocatrici convocate per la NORCECA Champions Cup 2019.

## Canada
| N° | Nome            | Ruolo | Data di nascita  | Squadra          |
| -- | --------------- | ----- | ---------------- | ---------------- |
| -  | Shannon Winzer  | All   |                  | -                |
| 1  | Cassandra Bujan | L     | 25 aprile 1996   | Manitoba         |
| 3  | Kiera Van Ryk   | S     | 6 gennaio 1999   | British Columbia |
| 6  | Jazmine White   | O     | 16 dicembre 1993 | Nyíregyháza      |
| 8  | Alicia Ogoms    | C     | 2 aprile 1994    | Kalisz           |
| 9  | Sara Kovac      | O     | 16 dicembre 1993 | Loyola Marymount |
| 12 | Jennifer Cross  | C     | 4 luglio 1992    | Marica           |
| 13 | Brie O'Reilly   | P     | 24 gennaio 1998  | Trinity Western  |
| 15 | Sarah Chase     | S     | 8 ottobre 1997   | Saint Mary's     |
| 16 | Shainah Joseph  | O     | 15 maggio 1995   | Top Speed        |
| 17 | Kristen Moncks  | L     | 31 luglio 1992   | Kuusamon         |
| 19 | Hilary Howe     | S     | 16 giugno 1998   | Trinity Western  |
| 20 | Alicia Perrin   | C     | 1º giugno 1992   | San Martín       |
| 22 | Megan Cyr       | P     | 1º giugno 1990   | Thīras           |
| 23 | Emily Maglio    | C     | 13 novembre 1996 | Hawaii           |

## Porto Rico
| N° | Nome              | Ruolo | Data di nascita   | Squadra                   |
| -- | ----------------- | ----- | ----------------- | ------------------------- |
| -  | José Mieles       | All   |                   | Indias de Mayagüez        |
| 4  | Raymariely Santos | P     | 13 aprile 1992    | ASPTT Mulhouse            |
| 7  | Stephanie Enright | S     | 15 dicembre 1990  | Türk Hava Yolları         |
| 8  | Paola Rojas       | C     | 26 gennaio 1996   | Changas de Naranjito      |
| 9  | Áurea Cruz        | S     | 10 gennaio 1982   | Cuneo Granda              |
| 12 | Neira Ortiz       | C     | 6 luglio 1993     | Polluelas de Aibonito     |
| 14 | Natalia Valentín  | P     | 12 settembre 1989 | Llaneras de Toa Baja      |
| 16 | Génesis Collazo   | O     | 4 ottobre 1992    | Llaneras de Toa Baja      |
| 17 | Paulina Prieto    | O     | 25 gennaio 1994   | Valencianas de Juncos     |
| 19 | Ana Sofía Jusino  | C     | 5 gennaio 1994    | Criollas de Caguas        |
| 21 | Pilar Victoriá    | S     | 11 ottobre 1995   | Criollas de Caguas        |
| 22 | Adriana Viñas     | L     | 1º marzo 1994     | Amazonas de Trujillo Alto |

## Rep. Dominicana
| N° | Nome                  | Ruolo | Data di nascita  | Squadra           |
| -- | --------------------- | ----- | ---------------- | ----------------- |
| -  | Marcos Kwiek          | All   | 18 luglio 1967   | -                 |
| 2  | Yaneirys Rodríguez    | L     | 26 giugno 2000   | Mirador           |
| 4  | Vielka Peralta        | S     | 13 aprile 1999   | Caribeñas         |
| 6  | Camil Domínguez       | P     | 7 dicembre 1991  | Caribeñas         |
| 7  | Niverka Marte         | P     | 19 ottobre 1990  | Deportivo Géminis |
| 8  | Cándida Arias         | C     | 11 marzo 1992    | Caribeñas         |
| 9  | Geraldine González    | C     | 18 aprile 2002   | Mirador           |
| 10 | Natalia Martínez      | S     | 25 novembre 2000 | Mirador           |
| 11 | Marifranchi Rodríguez | C     | 29 agosto 1990   | Cristo Rey        |
| 16 | Yonkaira Peña         | S     | 10 maggio 1993   | Rio de Janeiro    |
| 17 | Gina Mambrú           | O     | 21 gennaio 1986  | Cristo Rey        |
| 21 | Jineiry Martínez      | C     | 3 dicembre 1997  | Aydın BB          |
| 22 | Erasma Moreno         | S     | 25 novembre 1991 | Caribeñas         |
| 23 | Gaila González        | O     | 25 giugno 1997   | Aydın BB          |
| 25 | Larysmer Martínez     | L     | 18 ottobre 1996  | Guerreras         |

## Stati Uniti
| N° | Nome                     | Ruolo | Data di nascita  | Squadra         |
| -- | ------------------------ | ----- | ---------------- | --------------- |
| -  | Tayyiba Haneef           | All   | 23 marzo 1979    | -               |
| 3  | Rhamat Alhassan          | C     | 7 settembre 1996 | NEC Red Rockets |
| 7  | Ashley Evans             | P     | 23 dicembre 1994 | Logroño         |
| 9  | Paige Tapp               | C     | 21 giugno 1995   | MTV Stoccarda   |
| 13 | Sarah Wilhite            | S     | 20 luglio 1995   | MTV Stoccarda   |
| 14 | Samantha Seliger-Swenson | P     | 24 febbraio 1997 | Minnesota       |
| 15 | Veronica Jones           | S     | 20 gennaio 1997  | Brigham Young   |
| 20 | Amanda Benson            | L     | 9 marzo 1995     | Dresdner        |
| 21 | Simone Lee               | S     | 7 settembre 1996 | Beylikdüzü Vİ   |
| 22 | Kadie Rolfzen            | S     | 25 agosto 1994   | Henan           |
| 24 | Jenna Rosenthal          | C     | 14 maggio 1996   | Viesti Salo     |
| 25 | Oluoma Okaro             | O     | 2 aprile 1996    | -               |